# Friederich Mautner
Friederich Ignaz  Mautner (* 1921 in Wien; † 1996) war ein US-amerikanischer Mathematiker.
Mautner emigrierte als Jude nach dem Anschluss Österreichs über England in die USA. Er wurde 1948 an der Princeton University promoviert (Unitary Representations of Infinite Groups). Er lehrte an der Johns Hopkins University und später an der Universität Paris und in Italien. 
Er war mehrfach am Institute for Advanced Study (1946/47, 1954/56, 1965/66). 
Er befasste sich mit Darstellungstheorie von Gruppen, Funktionalanalysis und Differentialgeometrie.
Nach ihm ist Mautner’s Lemma und Mautner’s Phänomen in der Darstellungstheorie von Liegruppen benannt. Mautner kam darauf in Zusammenhang mit der Ergodentheorie geodätischer Flüsse. Mautners Phänomen bezeichnet die Beobachtung, dass ein Hilbertraum-Vektor in einer unitären Darstellung einer Liegruppe G, der invariant unter einer einparametrigen Untergruppe ist, die durch die exponentielle Abbildung eines Elements der Liealgebra von G gegeben ist, auch unter einer größeren Untergruppe invariant ist. 
Mit einer Arbeit von 1958 war er ein Pionier der Darstellungstheorie reduzibler p-adischer Gruppen.
Eine spezielle fünfdimensionale Liegruppe ist nach ihm benannt (Mautner Gruppe).
Zu seinen Doktoranden gehört Joseph Shalika.

## Schriften
- Completeness of the irreducible unitary representations of a locally compact group, Proc. Nat. Acad. Sci. USA, Band 34, 1948, S. 52–54
- Unitary representations of locally compact groups, 1,2, Band 51, 1950, 1–24, Band 52, 1950, S. 528–556
- Infinite-dimensional irreducible representations of certain groups, Proc. Amer. Math. Soc., Band 1, 1950, S. 582–584.